# تاييو كوغا
تاييو كوغا (باليابانية: 古賀 太陽) (28 أكتوبر 1998 في نييغاتا في اليابان – )؛ هو لاعب كرة قدم كان يلعب كمدافع.

## وصلات خارجية
- تاييو كوغا على موقع رابطة كرة القدم اليابانية للمحترفين (اليابانية)
- تاييو كوغا على موقع إي إس بي إن إف سي (الإنجليزية)
- تاييو كوغا على موقع قاعدة بيانات كرة القدم.إي يو (الإنجليزية)
- تاييو كوغا على موقع ناشيونال فوتبول تيمز (الإنجليزية)
- تاييو كوغا على موقع Soccerway.com (الإنجليزية)
- تاييو كوغا على موقع عالم كرة القدم.نت (الإنجليزية)